# Jun'ya Ishigami
Jun'ya Ishigami (石上 純也?, Ishigami Jun'ya; Kanagawa, 10 aprile 1974) è un architetto giapponese.

## Biografia
Si è laureato in architettura e urbanistica alla Università delle arti di Tokyo nel 2000. Dal 2000 al 2004, Ishigami ha lavorato con Kazuyo Sejima presso SANAA, prima di aprire lo studio junya.ishigami+associates nel 2004. 
Nel 2008, Ishigami è stato presente con una personale nel Padiglione giapponese alla XI Mostra Internazionale di Architettura della Biennale di Venezia e, nel 2009, è stato il più giovane architetto a ricevere il Premio dell'Istituto di Architettura del Giappone per il suo progetto del Laboratorio KAIT all'Istituto di Tecnologia di Kanagawa. Nel 2010, ha vinto il Leone d'Oro alla XII Mostra di Architettura de La Biennale di Venezia e, nello stesso anno, è diventato professore associato all'Università del Tohoku in Giappone, Nel 2014, ha coperto la cattedra Kenzo Tange di critica del design alla Harvard Graduate School of Design negli Stati Uniti. Attualmente insegna alla Accademia di Architettura di Mendrisio.

## Opere architettoniche
- Installazione ad Art Basel, 2006
- Installazione alla mostra "Space for your Future", Museo di Arte Contemporanea, Tokyo,  2007
- Padiglione giapponese alla Biennale di Architettura di Venezia, 2008
- Negozio Yohji Yamamoto, New York City, 2008
- Laboratorio KAIT per l'Istituto di Tecnologia di Kanagawa, Atsugi, Prefettura di Kanagawa, Giappone, 2008
- Cloud arch, progetto per una scultura di grandi dimensioni a Sydney, Australia. 2017. [2]